# Соцнаступ
Соцнаступ (укр. Соцнаступ), посёлок, 
Гавриловский сельский совет,
Барвенковский район,
Харьковская область.
Посёлок ликвидирован в ? году.

## Географическое положение
Посёлок Соцнаступ находится на расстоянии в 1 км от села Гавриловка.

## История
- ? — посёлок ликвидирован.

## Происхождение названия
- Раньше поселок назывался Посёлок отделения совхоза «Соціалістичний наступ».